# Georges Martin (Freimaurer)

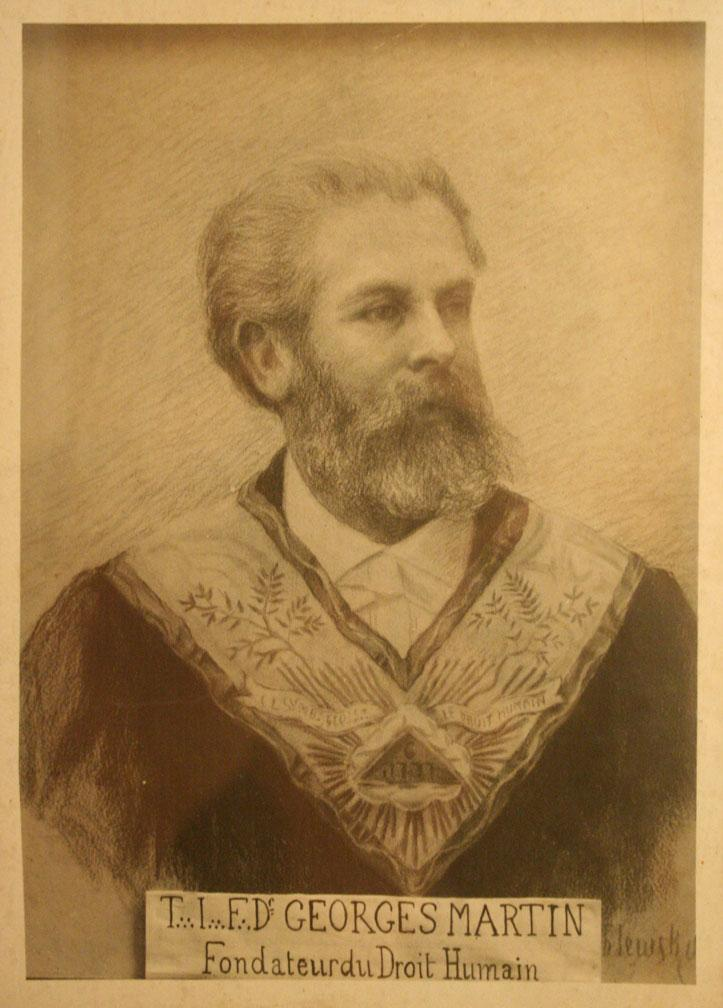
Georges Martin in freimaurerischer Bekleidung

Georges Martin (* 9. Mai 1844 in Paris; † 1. Oktober 1916 ebenda) war ein französischer Arzt und Politiker (Senator und Generalrat) sowie einer der Begründer der gemischten Freimaurerei für Männer und Frauen.

## Beruflicher und politischer Werdegang
Georges Martin war der Sohn eines Apothekers. Nach einer Ausbildung bei den Jesuiten erhielt er 1861 das philologische Bakkalaureat (Baccalauréat es-lettres) und 1863 das wissenschaftliche Bakkalaureat (Baccalauréat es-sciences), beide dem Abitur entsprechende Abschlüsse. Er nahm ein Medizinstudium auf und betätigte sich verstärkt als politischer Akteur für die Ideen der Republik und der Gleichberechtigung. Während dieser Zeit begegnete er 1866 in Italien Giuseppe Garibaldi.
Nach seiner Rückkehr nach Frankreich setzte er sein Medizinstudium in Montpellier und dann in Paris fort, wo er 1870 den Titel eines Doktors der Medizin (docteur en médecine) erhielt. Darauf übte er seinen Beruf zehn Jahre lang als „Arzt der Armen“ aus: Als „Mann der Tat“ hatte er, seinen liberalen und republikanischen Überzeugungen folgend, bereits 1866 einen Gesundheitsdienst gegründet.
Im Jahr 1874 wurde Martin zum ersten Mal in den Stadtrat von Paris gewählt; drei Mal erfolgte seine Wiederwahl. Er war Mitglied des Aufsichtsrates für Öffentliche Hilfe (Assistance Publique) und trug dort zur Verwirklichung von Reformen bei. - 1884 wurde er zum Präsidenten des Generalrates (Conseil général) des Departements Seine gewählt, 1885 dann zum Senator des gleichen Departements.
Nach einer Wahlniederlage in den 1890er Jahren zog sich Martin aus Paris auf seinen Besitz im Département Loir-et-Cher zurück. Im Jahr 1897 wurde er dann in den Generalrat dieses Departements gewählt, dem er nach regelmäßiger Wiederwahl bis zu seinem Tode angehörte.

## Freimaurerischer Werdegang
Georges Martin wurde am 21. März 1879 in die Loge Union et Bienfaisance der Grande Loge de France aufgenommen. Er war Mitbegründer der Grande Loge Symbolique Ecossaise de France. Vom Jahr 1880 an arbeitete er zunächst erfolglos zugunsten der Aufnahme von Frauen in diese männliche Freimaurer-Obödienz.
Am 14. Januar 1882 half er bei der Aufnahme von Maria Deraismes in die Loge Les Libres Penseurs in Le Pecq, die damit zur ersten Freimaurerin wurde. Nachdem sich diese Loge von der Grande Loge Symbolique Ecossaise de France losgesagt hatte, gründete er 1893 gemeinsam mit Maria Deraismes aus ihr die erste gemischte Loge, die Grande Loge Symbolique Écossaise "Le Droit Humain". Sie stellte als Mutterloge die Grundlage für die Obödienz Le Droit Humain dar, deren weltweiten Entwicklung sich Martin bis zuletzt widmete. Im Jahr 1901 war er Mitbegründer des Obersten Rats des Internationalen Freimaurerordens für Männer und Frauen (Ordre Maçonique Mixte International „Le Droit Humain“), dem alle Logen dieser Obödienz unterstehen.